# Sphingonotus arenarius
Sphingonotus arenarius är en insektsart som först beskrevs av Lucas, H. 1849.  Sphingonotus arenarius ingår i släktet Sphingonotus och familjen gräshoppor. Inga underarter finns listade i Catalogue of Life.